# Jämtån
Jämtån, tidigare Jamtan, är en å som bildas nära gränsen mellan Mora kommun och Orsa finnmarker, Orsa kommun i Dalarna där Glödalsbäcken och Härtäktbäcken sammanflyter och bildar Jämtån. Jämtån rinner ut i Ämåsjön som via Ämån avvattnas till Oreälven och Orsasjön.
Jämtån är numera ekonomiskt betydelselös men det finns en äldre historisk tradition kring ån som utpekar den som en viktig mötes- och marknadsplats där allmoge från Dalarna, Jämtland och Härjedalen samlades till ett Jamtmot eller Jamtamot. Namnet förmenades härlett från ett fornsvenskt *Iamptamot, där förleden syftade på folkslaget jämtar. Namnet skulle alltså ha ett samband med Jamtamot på Frösön, antingen genom namngivning (s.k. uppkallelsenamn) eller genom en folketymologisk feltolkning.
Ortnamnsforskaren Harry Ståhl tog ställning för det sistnämnda alternativet och menade att *Iamptamot (jamtmot, jamtamot) ska tolkas som ett 'åmöte' där ån Jamtan bildas. Genom sin tolkning avfärdade Ståhl den traditionella tolkningen att "Jamt" i ortnamnet ursprungligen syftar på folkslaget jämtar. Ståhl betecknade de äldre folktraditionernas "ödebygdsmarknaden Jamtmot" (uråldrig mötesplats för dalkarlar och jämtar) som en "ren fantasiprodukt" avsedd att förklara namnet sedan dess ursprungliga topografiska betydelse glömts bort. Avgörande bevis för eller emot har inte presenterats.